# (2178) Kazakhstania
(2178) Kazakhstania est un astéroïde de la ceinture principale.

## Description
(2178) Kazakhstania est un astéroïde de la ceinture principale. Il fut découvert le 11 septembre 1972 à Naoutchnyï par Nikolaï Tchernykh. Il présente une orbite caractérisée par un demi-grand axe de 2,21 UA, une excentricité de 0,15 et une inclinaison de 3,1° par rapport à l'écliptique.

## Nom
L'astéroïde a été nommé d'après le Kazakhstan, l'une des anciennes républiques socialistes soviétiques à l'époque de sa désignation. Le Kazakhstan est indépendant depuis la dissolution de l'URSS, en 1991.

## Compléments